# Cycais
Genre
Cycais est un genre d'araignées aranéomorphes de la famille des Corinnidae.

## Distribution
Les espèces de ce genre se rencontrent en Indonésie et au Japon.

## Liste des espèces
Selon World Spider Catalog (version 17.5, 10/10/2016) :
- Cycais cylindrata Thorell, 1877
- Cycais gracilis Karsch, 1879

## Publication originale
- Thorell, 1877 : Studi sui Ragni Malesi e Papuani. I. Ragni di Selebes raccolti nel 1874 dal Dott. O. Beccari. Annali del Museo Civico di Storia Naturale di Genova, vol. 10, p. 341-637  (texte intégral).